# Rick Steiner
Robert Rechsteiner (* 9. März 1961 in Bay City, Michigan), besser bekannt unter seinem Ringnamen Rick Steiner, ist ein US-amerikanischer Wrestler. Er ist bekannt für Auftritte bei National Wrestling Alliance, World Championship Wrestling und der World Wrestling Federation. Er trat als Einzelwrestler und als Hälfte des Tag-Teams „Steiner Brothers“ mit seinem jüngeren Bruder Scott auf.

## Leben

### Anfänge
Rick Steiner war bereits in seiner Schulzeit an der Universität von Michigan ein sehr erfolgreicher Ringer. Er hält dort bis heute den Rekord des schnellsten Sieges in nur 15 Sekunden. Nach dem College entschied sich Rick Steiner, professionell mit dem Wrestling zu beginnen und unterzog sich einem Training durch Eddie Sharkey.

### Karriere
Rick Steiner absolvierte seine ersten Profi-Kämpfe in der AWA und in Montreal. Anschließend ging er zur UWF, wo er mit Buzz Sawyer, Eddie Gilbert und Sting ein Team bildete. Gegen Mitte der 1980er Jahre wechselte Rick dann zur National Wrestling Alliance, wo er mit Mike Rotunda und Kevin Sullivan den Varsity Club bildete.
Im Jahre 1988 wurde sein jüngerer Bruder Scott Steiner ebenfalls Profi-Wrestler, wodurch die beiden sofort ein Tag-Team gründeten, das unter dem Namen Steiner Brothers bekannt wurde. Sie wurden innerhalb kürzester Zeit auch Tag Team Champions. Diesen Titel verteidigten sie auch in Japan sehr erfolgreich. Nachdem sich Scott Steiner 1991 verletzt hatte, bildete Rick kurzzeitig ein Team mit Bill Kazmeier.
Im Dezember 1992 wechselten die Steiner-Brothers dann in die damals, wie heute, größte Wrestling-Liga der Welt, die World Wrestling Federation (heute World Wrestling Entertainment), wo sie ebenfalls sehr schnell Tag Team Champions wurden. Sie verließen die Organisation jedoch nach etwa einem Jahr bereits wieder. Sie gingen zurück nach Japan, wo die beiden erneut sehr erfolgreich waren.
Erst 1995 kamen beide zurück in die USA, wo sie zunächst einige Male für die ECW antraten, bis sie 1996 zu der größten Konkurrenz-Liga der WWF, der WCW, wechselten. Auch dort waren sie sehr erfolgreich und hielten Tag Team Gold, bis man Ricks Bruder Scott sich gegen ihn wenden ließ, indem dieser sich der damaligen Gruppierung New World Order anschloss. Nach einer Fehde gegen seinen Bruder wollte sich Rick weiter auf seine Einzelkarriere konzentrieren, die aber wenig Erfolg hatte, womit er nach und nach von der Bildfläche verschwand.
Etwa ein Jahr später gab er sein Comeback in der WCW, indem er in ein Match seines Bruders Scott eingriff und ihm zum United States Champion-Titel verhalf. Damit waren die Steiner-Brothers jedoch nicht wieder vereint. Rick fokussierte sich weiter auf seine Einzelkarriere, die ihren Höhepunkt in Form eines Gewinns des WCW Television Titel fand, den er zwei Mal in kürzester Zeit hintereinander gewann, aber genauso schnell wieder verlor. Auch an diesem Punkt ging es mit Rick Steiner wieder bergab, lediglich der Gewinn des United States Heavyweight Titel, den er aber auch nur 1 Monat trug, verlangsamte seinen weiteren Karrieretiefpunkt. Es kam aber erneut dazu, dass Rick Steiner wieder einmal von der Bildfläche verschwand.
Nachdem die WCW von der WWF aufgekauft wurde und er bei der WWF keinen Arbeitsplatz finden konnte, wrestlete er eine Zeit lang auf unabhängiger Ebene, bis er dann 2002 zu der damals neu eröffneten Liga (TNA Wrestling) ging, wo er aber auch relativ erfolglos blieb und diese wieder verließ. Nach seinem Abgang von TNA Wrestling ging er zur WWA, die kurz darauf aber ihre Pforten schloss. Anschließend trat Rick Steiner erneut in Independent-Ligen an, diesmal mit mehr Erfolg. Er schaffte es, zwei Mal den WLW (World League Wrestling) Heavyweight-Titel zu erringen. Mitte Mai 2007 gab Rick dann sein Comeback in der Liga TNAW an der Seite seines Bruders Scott Steiner, womit die beiden die Steiner-Brothers wieder aufleben ließen. Es begann eine Fehde gegen das Team 3D (ehemals bekannt als Dudley Boyz), die aber kurz unterbrochen werden musste, da sich Scott verletzte. Scott erholte sich aber bald wieder und die Fehde konnte weitergeführt werden.

## Wrestling Fakten

### Sportmanagement
- Ted DiBiase
- Ric Flair
- Eddie Gilbert
- Robin Green
- Missy Hyatt
- Kevin Sullivan

### Nicknames
- „The Dog-Faced Gremlin“

### Erfolge
- National Wrestling Alliance

- 1× NWA World Television Champion
- 1× NWA World Tag Team Champion (mit Scott Steiner)
- 2× NWA United States Tag Team Champion (1× mit Eddie Gilbert, 1× mit Scott Steiner)
- 1× NWA Florida Heavyweight Champion
- 1990 NWA Pat O’Connor Memorial Tag Team Tournament Gewinner (mit Scott Steiner)

- New Japan Pro-Wrestling

- 2× IWGP World Tag Team Champion (mit Scott Steiner)

- Pro Wrestling America

- 1× PWA Tag Team Champion (mit Scott Steiner)

- Southern Championship Wrestling

- 1× SCW Heavyweight Champion

- Universal Wrestling Federation

- 1× UWF Tag Team Champion (mit Sting)

- World Championship Wrestling

- 2× WCW World Television Champion
- 6× WCW World Tag Team Champion (5× mit Scott Steiner, 1× mit Kenny Kaos)
- 1× WCW United States Heavyweight Champion

- World League Wrestling

- 2× WLW Heavyweight Champion

- World Wrestling Federation

- 2× World Tag Team Champion (mit Scott Steiner)